# Pica-pau-magalhânico
O Pica-pau-magalhânico (Campephilus magellanicus) é uma ave da espécie de pica-pau encontrado no sul do Chile e sudoeste da Argentina; ele é residente dentro de seu alcance. Esta espécie é o exemplo mais ao sul do gênero Campephilus, que inclui o famoso pica-pau bico-de-marfim (C. principalis).

## Descrição

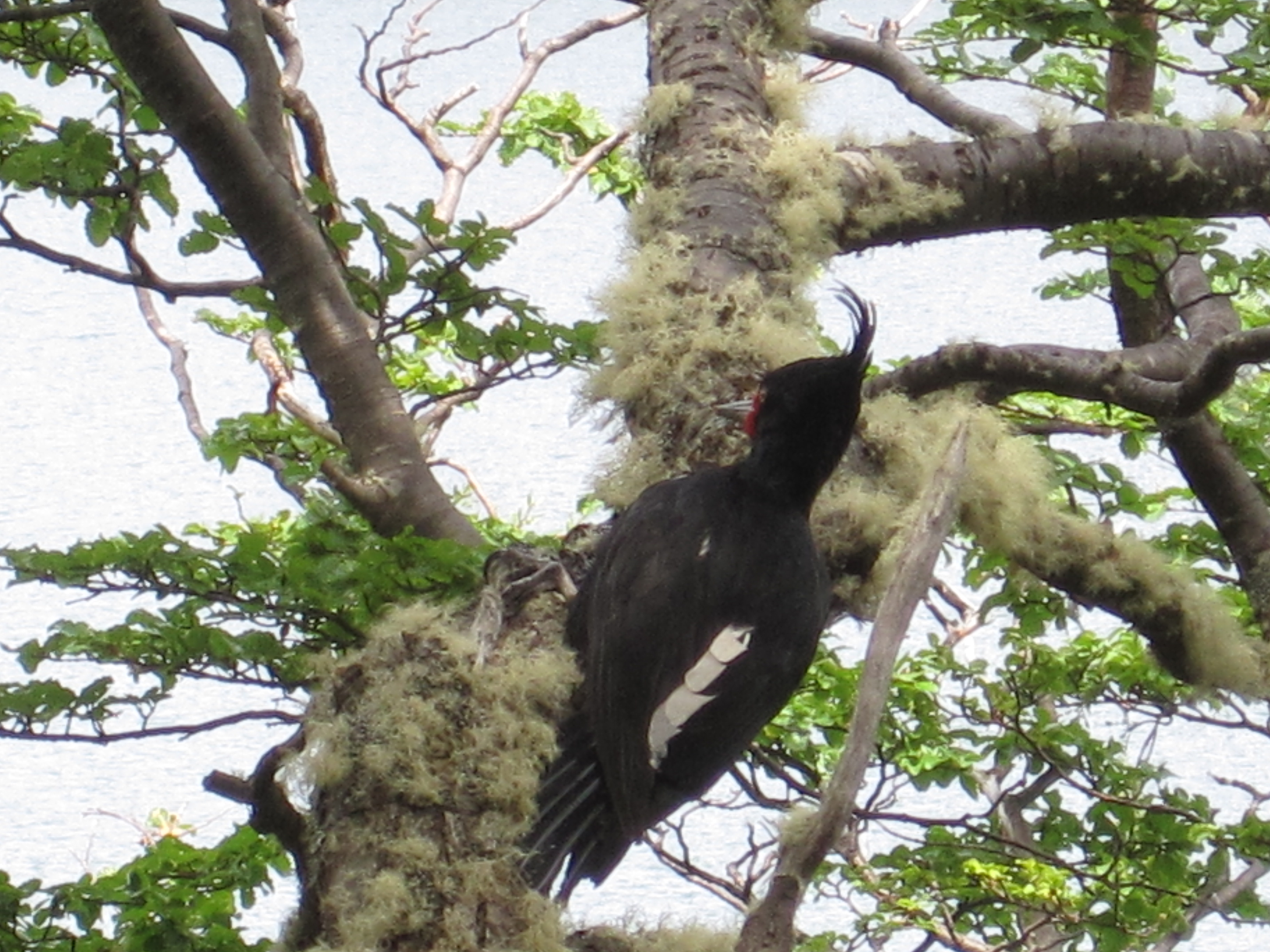

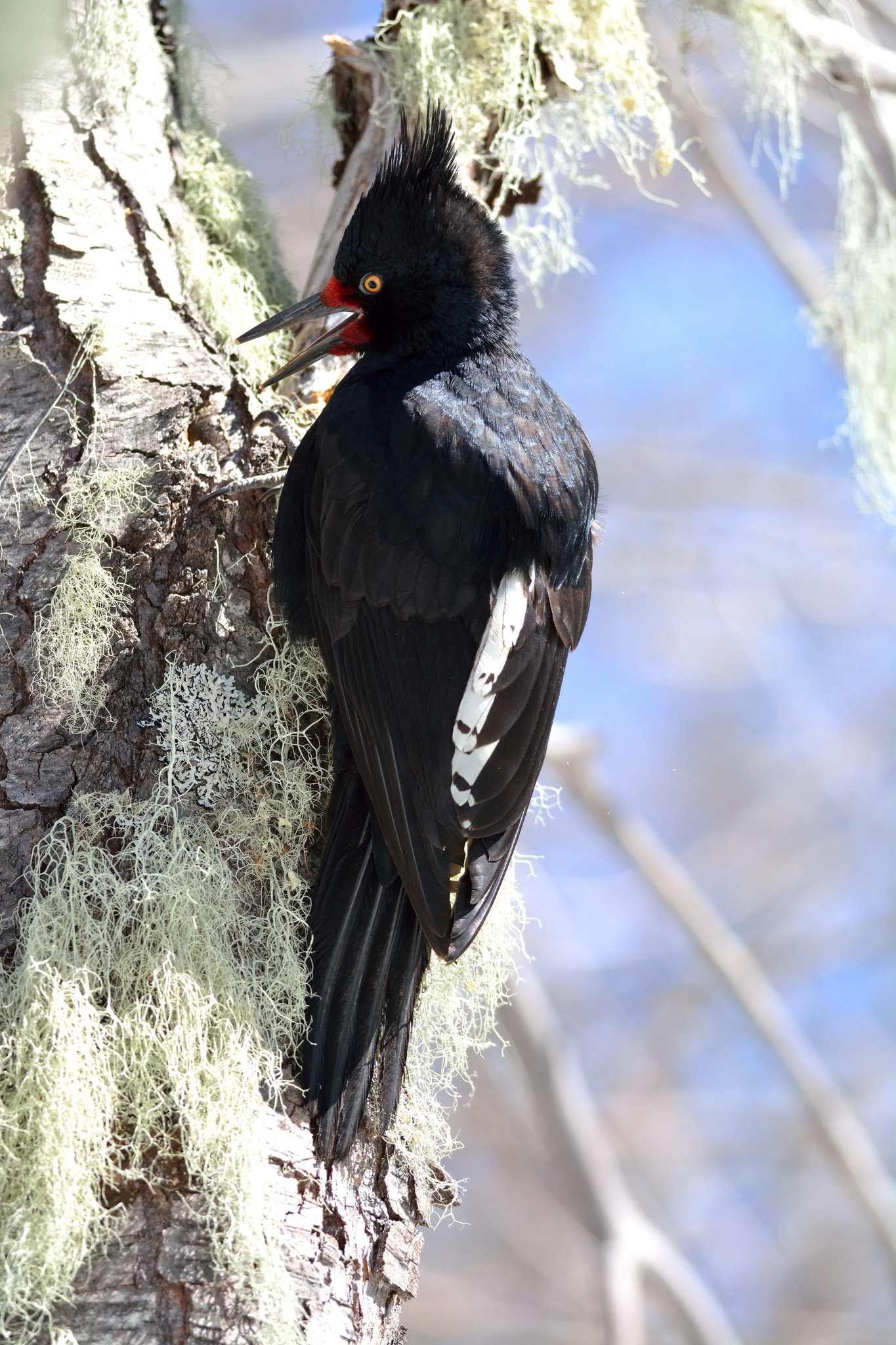
Pica-pau de Magalhães, fêmea

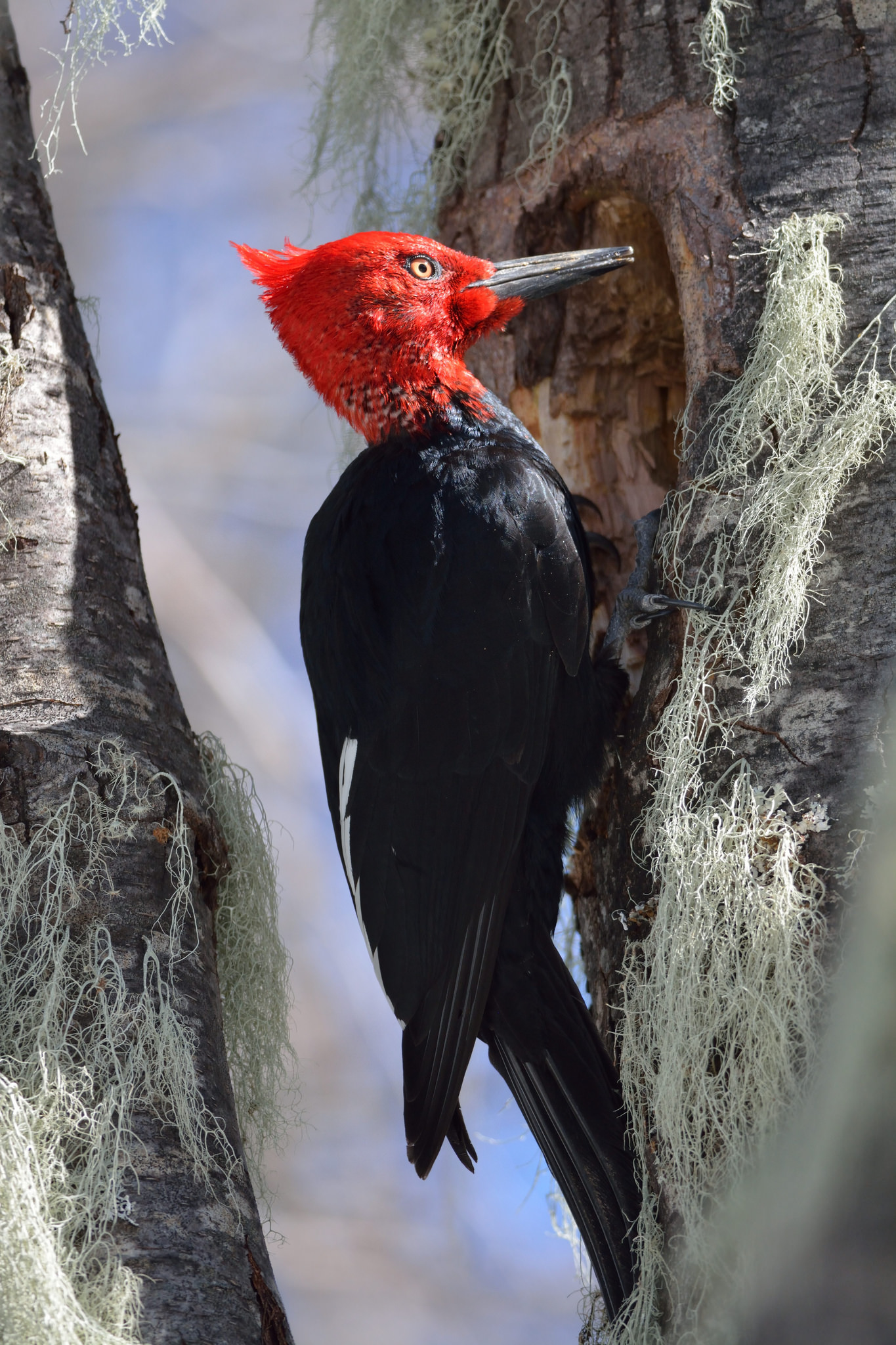
Pica-pau de Magalhães, macho

O pica-pau de Magalhães tem 36 to 45 cm (14 to 18 in) de comprimento. Os machos desta espécie pesam 312–369 g (11.0–13.0 oz), e as fêmeas pesam 276–312 g (9.7–11.0 oz). Entre as medidas padrão, a corda da asa é 20.5 to 23 cm (8.1 to 9.1 in), a cauda é 13.9 to 16.8 cm (5.5 to 6.6 in), a conta é 4.3 to 6 cm (1.7 to 2.4 in), e o tarso é 3.3 to 3.9 cm (1.3 to 1.5 in). É o maior pica-pau América do Sul e um dos maiores pica-paus do mundo. Entre as espécies conhecidas, apenas os membros não neotropicais do gênero Dryocopus e o pica-pau-grelha (Mulleripicus pulverulentus) são de corpo maior. Com a provável extinção dos pica-paus -bico-de-marfim e imperiais (Campephilus imperialis), o pica-pau-de-magalhães é a maior espécie viva do gênero Campephilus. Com um peso médio de 339 g (12.0 oz) em machos e 291 g (10.3 oz) nas fêmeas, é talvez o pica-pau mais pesado certamente existente nas Américas.
Várias vocalizações são emitidas por ambos os sexos. Mais informações são necessárias para determinar a função e o papel desses sons. Uma vocalização frequente é uma chamada nasal explosiva (tsie-yaa ou pi-caa) dada isoladamente ou em série (até sete, às vezes mais). Outra chamada alta, geralmente de pares, é uma chamada de gargarejo, que normalmente é emitida em série: prrr-prr-prrr ou weeerr-weeeeerr. Como muitas espécies em Campephilus, seu tambor é uma batida dupla alta.

## Habitat
Os pica-paus de Magalhães habitam florestas maduras de Nothofagus e Nothofagus-Austrocedrus, onde se alimentam principalmente de larvas e besouros adultos (Coleoptera), bem como de aranhas. Ocasionalmente, outros alimentos podem complementar a dieta, incluindo seiva e frutas, bem como pequenos répteis, morcegos e ovos e filhotes de passeriformes.

## Comportamento
Grupos familiares também se reúnem. Em um caso, cinco indivíduos foram observados empoleirados em cerca de 40 cm (16 in) furo de profundidade vertical. Os pares reprodutores são altamente territoriais e geralmente tentam deslocar agressivamente e até atacar membros da mesma espécie, às vezes fazendo isso cooperativamente com os juvenis que criaram nos anos anteriores. Um ataque letal foi registrado em 2014. Quando estão criando filhotes ativamente, os jovens são mantidos agressivamente à distância por seus pais.

## Dieta e alimentação
A espécie comumente co-ocorre com o chileno (Colaptes pitius) e o pica-pau listrado (Veniliornis lignarius), mas não compete diretamente com eles devido aos diferentes tamanhos corporais e preferências de habitat e presas. Esses pica-paus geralmente se alimentam em pares ou pequenos grupos familiares e são muito ativos em sua busca por comida; eles passam a maior parte do dia procurando por presas. Eles geralmente usam árvores vivas, mas também se alimentam de substratos mortos, como árvores caídas ou quebradas no chão, embora geralmente passem pouco tempo fazendo isso. Uma vez que a neve desaparece do solo na primavera, os pica-paus de Magalhães procuram presas nos troncos úmidos das árvores mais baixas. Na Terra do Fogo, os pica-paus de Magalhães se alimentam de árvores mortas e em decomposição ao redor de lagoas que hospedam o castor americano (Castor canadensis) introduzido.

## Reprodução

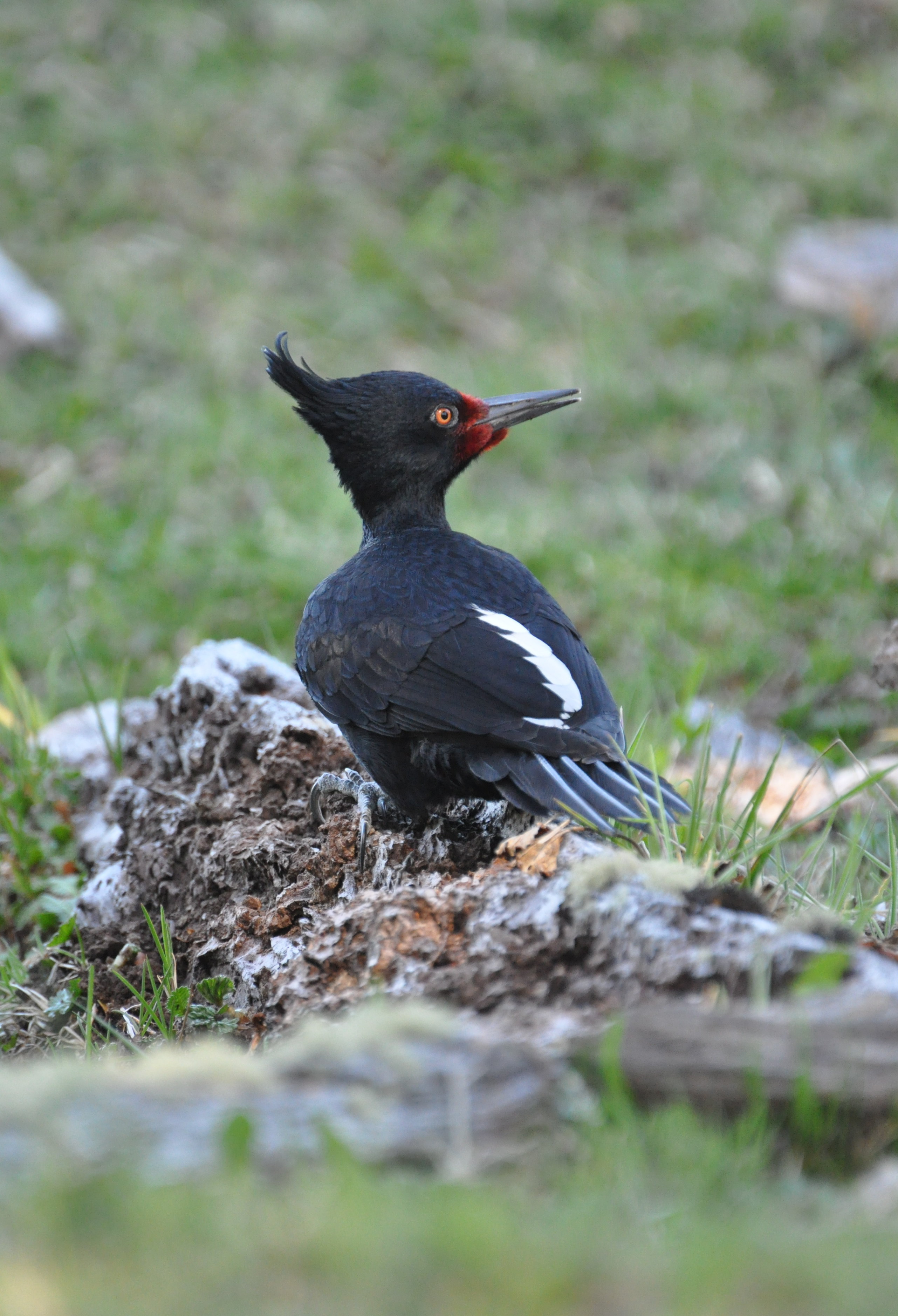
Pica-pau de Magalhães fêmea

O pica-pau-de-magalhães nidifica na primavera do hemisfério sul, de outubro a janeiro. Ambos os sexos cooperam na escavação do ninho no tronco de uma árvore. Os buracos de nidificação estão localizados em diferentes alturas, dependendo das espécies de árvores e das características do habitat local. A cavidade do ninho normalmente é de 5 a 5–15 m (16–49 ft) acima do solo. As fêmeas põem de um a quatro ovos, com a grande maioria dos ninhos contendo dois ovos. Os pais reprodutores monogâmicos compartilham todos os deveres na escavação do ninho, incubação, defesa territorial e de predadores e criação dos filhotes. Os adultos normalmente se reproduzem a cada dois anos, uma característica não documentada em nenhuma outra espécie de pica-pau. A incubação dura de 15 a 17 dias, com o macho fazendo quase toda a incubação noturna. O mais novo dos dois filhotes, não raramente, morre de fome. Os filhotes emplumam em 45 a 50 dias. Após 2-3 anos sendo criados e auxiliados pelos pais, os jovens pica-paus de Magalhães tornam-se sexualmente maduros. A reprodução bem-sucedida e os laços de pares, no entanto, geralmente não ocorrem até os 4 a 5 anos de idade.

## Ecologia
Vários predadores potenciais são conhecidos, sendo quase exclusivamente aves de rapina. Estes incluem falcões de garganta branca ( Buteo albigula), falcões variáveis ( B. polyosoma ), falcões bicolores (Accipiter bicolor) e caracarás com crista ( Caracara plancus ) (o último provavelmente um predador apenas de jovens). Quando eles encontram esses predadores em potencial enquanto não estão nidificando, os pica-paus de Magalhães geralmente respondem ficando quietos e parados. No entanto, as aves de rapina são frequentemente atacadas de forma agressiva durante a época de nidificação.

## Status
Atualmente, a espécie é listada como de menor preocupação, mas reduções populacionais foram relatadas. A perda e a fragmentação florestal estão afetando as florestas temperadas do sul da América do Sul a um ritmo crescente, portanto, essas práticas também representam uma ameaça para o pica-pau de Magalhães. A distribuição da espécie se contraiu e foi fragmentada como consequência do desmatamento da floresta nativa, especialmente no centro-sul do Chile, onde a espécie agora está restrita a áreas protegidas e relíquias. As mudanças nos componentes estruturais da floresta após a extração de madeira, a conversão da floresta em plantações exóticas e a fragmentação devido ao desmatamento são as principais ameaças às suas populações. A espécie é protegida da caça tanto no Chile quanto na Argentina, onde não é ou muito raramente é caçada ilegalmente.